# The Ugly One
Pour plus de détails, voir Fiche technique et Distribution.
The Ugly One est un film français réalisé par Éric Baudelaire et sorti en 2013.

## Fiche technique
- Titre : The Ugly One
- Réalisation : Éric Baudelaire
- Scénario : Éric Baudelaire, Masao Adachi, Rabih Mroué et Laure Vermeersch
- Photographie : Claire Mathon
- Costumes : Béatrice Harb
- Décors : Nanou Ghanem
- Son : Philippe Welsh
- Montage : Stéphane Elmadjian et Cécile Frey
- Production : Poulet-Malassis
- Pays de production :  France
- Durée : 101 minutes
- Dates de sortie : 
  - Suisse : 13 août 2013[1]
  - France : 1er janvier 2014[2]

## Distribution
- Rabih Mroué : Michel
- Juliette Navis : Lili
- Manal Khader : Maria
- Fadi Abi Samra : Salim
- Rodney El Haddad : Khalil
- Hassan Mrad : Khaled
- Saleh Mohamed Daoud
- Masao Adachi (voix)

## Sélections
Source : Unifrance
- Festival international du film de Locarno 2013
- Festival international du film de Rotterdam 2014